# Harold Osborn
Harold Osborn (Estados Unidos, 13 de abril de 1899-5 de abril de 1975) fue un atleta estadounidense, especialista en la prueba de salto de altura en la que llegó a ser campeón olímpico en 1924 y plusmarquista mundial durante siete años, desde el 27 de mayo de 1924 al 13 de mayo de 1933, con un salto de 2.03 metros.

## Carrera deportiva
En los JJ. OO. de París 1924 ganó la medalla de oro en el salto de altura, batiendo el récord olímpico con 1.98 metros, superando a su compatriota Leroy Brown (plata con 1.95 metros) y al francés Pierre Lewden (bronce con 1.92 metros). También ganó la medalla de oro en la competición de decatlón, consiguiendo un total de 7710 puntos, por delante de su compatriota Emerson Norton y del estonio Alexander Klumberg (bronce con 7329 puntos).